# Aylbada
Aylbada, ook Aijlbodahues, was een steenhuis bij het dorp Uithuizen in de Nederlandse provincie Groningen. Het gebouw bevond zich ten zuiden van de Menkemaborg, ten zuiden van de Treubweg. Het vormt tegenwoordig onderdeel van landbouwperceel.

## Geschiedenis
Tijdens opgravingen in 2007 werden de fundamenten blootgelegd van een rechthoekig steenhuis dat aan buitenzijde ongeveer 7,5 meter bij 11 meter groot was. Het huis rustte op een boogfundering, waarvan de stiepen (geboorten) teruggevonden zijn aan de hand van de uitbraaksporen. Het huis bevond zich op een wierde van ongeveer 28 meter breed, die gelegen was in de nabijheid van een maar. Deze verhoging werd omringd door een carrévormige weermuur met afgeronde hoeken, die herkenbaar was aan een met puin gevulde uitbraaksleuf. Rondom deze muur bevond zich een dubbele gracht, waarvan de binnengracht 2,5 meter breed was en de buitengracht 3 meter. Stiepen in de voormalige gracht aan westzijde wijzen mogelijk op een ingang (brug) aan die zijde. De vorm van het steenhuis en de situering op de heuvel lijken op die van het vroegere steenhuis in Wedde. Op het voorterrein aan noordwestzijde heeft gezien de vondst van houtskoolsporen, waaronder paalsporen en (bouw)greppels een houten gebouw gestaan.
De muren van het huis en de weermuur waren opgetrokken uit respectievelijk bakstenen van 32 × 15 × 8,5 cm en 30 × 14 × 8 cm. Dergelijke bakstenen zijn bekend vanaf het moment dat men bakstenen ging bakken; grofweg vanaf het midden van de 12e eeuw. Resten van keramiek die rond het Steenhuis werden aangetroffen, wijzen echter eerder op een bouwperiode ergens begin 13e eeuw. Gezien de verschillende baksteenformaten die zijn aangetroffen is het huis meerdere malen verbouwd. 
De familie Aylbada wordt genoemd in de kroniek van Emo en Menko vanaf het jaar 1275. Zij bezaten toen veel macht. Vermoedelijk waren zij ook betrokken bij de bouw van de kerk van Uithuizen. In 1285 wisten de Aylbada's ondanks tegenstand van bisschop Everhard van Diest te bewerkstelligen dat de kerk van Uithuizen werd opgenomen binnen het klooster van Wittewierum. Ook plunderden de broers Godschalk en Aybold Aylbada volgens de kroniekschrijver met 'een vijandige bende' dat jaar een van de voorwerken van het Klooster van Rottum omdat zij een geschil hadden met de kloosterlingen over twee prebenden die hun vader volgens hen in het klooster had gesticht. De familie Aylbada bezat veel macht rond Uithuizen. In 1476 bezaten nazaten van de familie onder Uithuizen, Uithuizermeeden en Oldenzijl zes edele heerden, waarvan de Aylbadaheerd (ook Bindada of Linckelda genoemd) in de Sibrandaklauw gezien de locatie in Oprijp (Ripon of Ripe), die eerder bewoond werd dan het latere Uithuizen (Uthuson). Verder bezaten zij meerdere minderhuizen met bijbehorende rechten. Hun gronden lagen vooral rond de Meedstermaar. De familie wordt vanaf 1350 niet meer genoemd onder Uithuizen, doordat de nazaten zich naar hun vaders gingen noemen. In 1397 wordt voor het laatst gesproken van het gebied der Aylbadamannen ('area Aylbadismannorum'). 
In de familie bevond zich in 1285 ook een Meynco Aylbada, die de stamvader vormt van de bewoners van de Menkemaheerd, de voorloper van de Menkemaborg. Volgens een gevelsteen uit 1614 zou het steenhuis van het eerstgenoemde lid van de familie Menkema, Eppo, zijn verwoest in 1400 in de strijd tussen de schieringers en vetkopers. Mogelijk was dit verwoeste steenhuis Aylbada en werd dit verwoest door de stad-Groningers. Het huis daarna mogelijk weer hersteld. De afbraak van het gebouw vond namelijk gezien resten in de slooplagen waarschijnlijk pas plaats in de tweede helft van de 17e eeuw.
In 1946 werd het terrein geslecht en de laatste gracht dichtgegooid. In 2007 vond archeologisch onderzoek plaats naar de locatie van de steenhuizen Aylbada en Takuma. Bij de opgravingen werd na afloop een kunststof folie over de opgravingslocatie getrokken om de plek van de opgravingen te markeren.

## Trivia
- Na de opgravingen wilde een lokale stichting weer een dergelijk steenhuis bouwen[1], maar hier werd later nooit meer iets over gehoord.